# Římskokatolická farnost Luká
Římskokatolická farnost Luká je územní společenství římských katolíků s farním kostelem svatého Jana Křtitele v děkanátu Konice.

## Historie farnosti
První písemná zmínka o obci Luká pochází z roku 1313. Fara zanikla za třicetileté války. Roku 1784 byla v Luké zřízena lokálie a roku 1861 fara.

## Duchovní správci
Od července 2013 zde působil jako farář ThLic. Jan Maria Norbert Hnátek, OT, od července 2018 převzal farnost jako excurrendo Mgr. Radomír Metoděj Hofman, OT.

## Bohoslužby
| Kostel                | Místo | Bohoslužba (den) | Hodina                                   | Poznámka     |
| --------------------- | ----- | ---------------- | ---------------------------------------- | ------------ |
| svatého Jana Křtitele | Luká  | neděle čtvrtek   | 8.00 17.00 (zimní čas)/18.00 (letní čas) | farní kostel |

## Aktivity ve farnosti
Ve farnostech na Konicku, které spravuje Německý řád (Bouzov, Luká, Bílá Lhota, Chudobín, Měrotín, Náměšť na Hané) vychází od roku 2001 občasník Farní trouba.
Ve farnosti se koná tříkrálová sbírka. V roce 2017 činil její výtěžek více než 20 tisíc korun.